# Betydende cifre
Betydende cifre er et matematisk/fysisk begreb. Begrebet dækker over hvor præcist en målt- eller afledt størrelse er. Med andre ord skal man kunne se af selve det angivne tal, hvor præcist det egentlig er. Der er fire regler og de er som følger:
1. Cifferet længst til venstre, og som ikke er et nul er det mest betydende ciffer.
2. Hvis der ikke er noget decimalkomma er cifferet længst til højre, som ikke er et nul, det mindst betydende ciffer.
3. Hvis der er et decimalkomma, er cifferet længst til højre det mindst betydende ciffer, selvom det er et nul.
4. Antallet af cifre mellem det mest- og det mindst- betydende ciffer inkl., samt evt mellemstillede nuller, angiver antallet af betydende cifre.

Eksempelvis har de følgende tal alle sammen fire betydende cifre. Alle eksempler er, i parentes stavet på check notation, og derefter på videnskabelig notation.
- 1.234 (et tusinde to hundrede og fire og tredive) = 1,234·103
- 123,4 (et hundrede og tre og tyve komma fire) = 1,234·102
- 123.400 (et hundrede og tre og tyve tusinde fire hundrede) = 1,234·105
- 1.001 (et tusinde og en) = 1,001·103
- 1.000, (et tusinde) (Bemærk kommaet) = 1,000·103
- 10,11 (ti komma en en) = 1,011·101
- 0,000 101 0 (nul komma nul nul nul en, nul en) = 1, 010·10-4
- 100,0 (Et hundrede komma nul) = 1,000·102

Ifølge regel nr. 3 kan der, hvis der ikke er noget komma, nemt opstå tvetydigheder. F.eks. tallet 1010 har kun tre betydende cifre hvorimod 1010, har fire betydende cifre.

## Måleresultater
Ved forsøgsresultater er det normalt på den ene eller anden måde at vurdere usikkerheden ved det fremkommende resultat. Det er sædvanlig praksis ikke at angive flere betydende cifre i resultatet, end der er betydende cifre i usikkerheden. F.eks. Har vi målt en størrelse til til at være 1,979 m med en usikkerhed på ±0,012 m, så kunne vi opgive resultatet som: (1,979 ±0,012) m. Men hvis usikkerheden var blevet vurderet til et større tal, f.eks: 0,082 m, så ville det være bedre at angive: (1,98 ± 0,08) m. Altså at afrunde tallene!